# Hebius groundwateri
Hebius groundwateri är en ormart som beskrevs av Smith 1922. Hebius groundwateri ingår i släktet Hebius och familjen snokar. Inga underarter finns listade i Catalogue of Life.
Arten förekommer på centrala Malackahalvön i Thailand och kanske i angränsande områden av Myanmar. Den lever i fuktiga skogar. Vädret kännetecknas av monsunregn under vissa årstider. Honor lägger ägg.
Hebius groundwateri är sällsynt och det kända utbredningsområdet är litet. För beståndet är inga hot kända. IUCN kategoriserar arten globalt som otillräckligt studerad.